# Книга Юдити

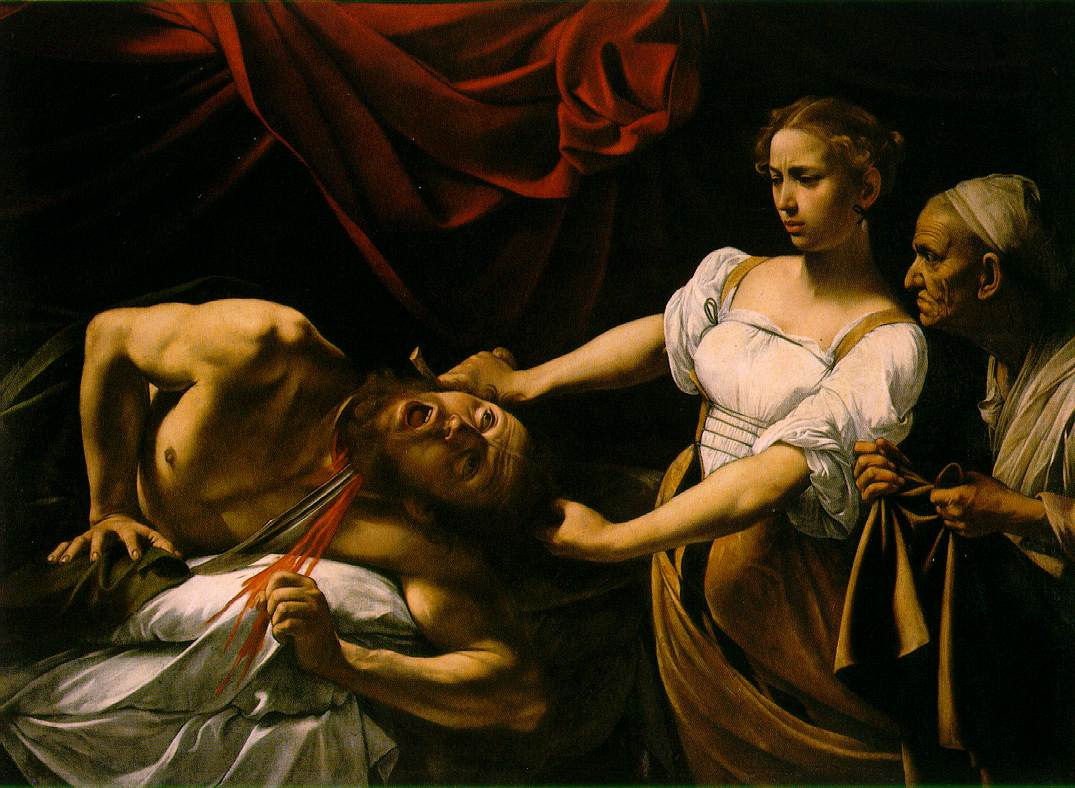
Юдита й Олоферн (Караваджо), 1599

Книга Юдити (Юдифи чи Юдифі) — второканонічна книга, що входить до книг Старого завіту, але не до Танаху. Написана бл. 150 р. до н. е. івритом, можливо у Єрусалимі. Красива вдова Юдит йде неозброєна у військовий табір ассирійського генерала Олоферна та стинає йому голову його ж мечем. Такою дією Юдит фактично відіграє роль Мойсея та спасає ізраїльський народ від знищення. Її сміливий вчинок не стає звеличуванням вбивства, лише вимушеним війною вчинком для врятування свого народу.
Книга Юдити — оповідання побудоване на основі реальної історичної події, яку автор розширив і доповнив, навчає, що кожна людська потуга не може завдати шкоди Ізраїлеві, доки він зберігає вірність Закону. Не щодня випадає нагода рятувати місто і народ, ризикуючи власним життям. Але щодня зустрічаємо людей яких треба рятувати ціною наших уподобань і вигод.

## Сюжет Книги Юдити

### Перша частина Книги (розд. 1-7)
Після перемоги над мідійським царем Арфаксадом, вавилонський цар Навуходоносор, який правив в Ніневії, послав воєначальника Олоферна завойовувати країни від Персії на сході до Сидону і Тіра на заході, та покарати народи які жили на захід від Ассирії за непокору. В їх число потрапили і ізраїльтяни. Олоферн розорив Месопотамію, Кілікію та інші землі, почав наближатися до (Фінікії) та Юдеї. Дізнавшись про наближення ассирійців, ізраїльтяни почали зводити укріплення, викликавши тим гнів Олоферна. Коли Олоферн досяг Долини Їзреель, виявилося, що за розпорядженням єрусалимського первосвященника вузький прохід, що вів до Юди та до Єрусалиму, перекрили євреї з прилеглих та укріплених міст Ветулія і Бетоместаім. Вождь аммонитян Ахіор відмовляв його від карального походу в Юдею, обіцяючи йому поразку, якщо ізраїльтяни і раніше будуть вірні єдиному Богові — поки євреї зберігають вірність Богу, вони непереможні. Олоферн, який вважав єдиним богом Навуходоносора, наказав зв'язати Ахіора і «віддати в руки синів Ізраїлю», його відвели в гірське місто Ветулію, де він був звільнений від пут місцевими жителями і розповів про свою зустріч з ассирійцями. Олоферн за порадою ідумеїв та моавитян обложив місто і перекрив жителям Ветулії доступ до води, прирікаючи їх на повільну смерть. Жителі гірської фортеці вимагають від старійшин передачі її ассирійцям, якщо протягом 5 днів не прийде допомога від Бога.

### Друга частина Книги (розд. 8-16)
У другій частині книги вперше згадано про Юдит. Дізнавшись про занепад духа Юдит звинувачує старійшин у тому, що вони хочуть піддати Бога випробуванню, і каже: «Послухайте мене, й я вчиню діло, що перейде від роду й до роду дітям нашого народу» . Таким чином молода вдова Юдит, прагнучи врятувати рідне місто, одягла красивий одяг і вирушила разом зі служницею, яка несе великий мішок кошерної їжі в стан ассирійців. Вона молиться Богу, просить його допомогти здійснити свій задум, вмивається, маститься пахощами, одягає святкову сукню, прикрашає себе, щоб спокусити очі чоловіків, які побачать її. Воїнам в таборі противника, що її зупинили, Юдит оголошує себе пророчицею і каже, що збирається вказати їх полководцю легкий шлях до захоплення Ветулії. Прийшовши до намету Олоферна, вона розповіла йому, що ізраїльтяни нібито порушили заповіді Бога, а значить, позбавили себе Його захисту і приречені на поразку. Підкреслюючи своє благочестя, вона пообіцяла Олоферну допомогти покарати відступників і провести його військо до Єрусалиму. За це Олоферн, захоплений її красою і мудрістю, дозволив Юдит жити в його таборі. На четвертий день Олоферн влаштував бенкет, на який наказав запросити Юдит, бо «сильно бажав зійтися з нею і шукав випадку звабити її з того самого дня, як побачив її». Але, милуючись красунею, Олоферн обпився вином і заснув. Коли слуги пішли з намету, Юдит стяла голову сплячому Олоферну його власним мечем і віддала відрубану голову своїй служниці, заховавши її в мішок з їстівними припасами. Потім ізраїльтянки повернулися в місто, показали голову городянам зі словами: "Тоді вийняла вона з торби голову й показала їм, кажучи: «Ось голова Олоферна, головного полководця ассирійського війська; ось завіса, що під нею він спав, коли був п'яний! Господь його побив рукою жінки! Слава Господеві, що зберіг мене на путі, якою я ступала, бо мій вигляд звів його — йому ж на погибель. Він не вчинив зо мною гріха мені на ганьбу та на сором.». Голову вивішують на фортечні мури. Юдит наказала воїнам Ветулії виступити проти ассирійського війська. Підлеглі Олоферна вирушили за своїм воєначальником і жахнулися знайшовши його вбитим. Ассирійці почали утікати і по частинах були розбиті військами ізраїльтян. До Ветулії прибуває первосвященник Йоаким і старшини, що висловити Юдиті захоплення і вдячність. Юдит повернулася в Ветулію, де оселилася в своєму маєтку. Багато бажали бачити її своєю дружиною, але вона відмовилася вступати в другий шлюб. Так вона прожила до 105 років, користуючись загальною повагою. Юдит поховали в печері в Ветулії, де було поховано її чоловіка Манасію. "Дім Ізраїля оплакував її сім днів. <…> І не було більш нікого, хто б непокоїв синів Ізраїля за днів Юдити — та й довгий час після її смерти. ".

## Юдита в мистецтві

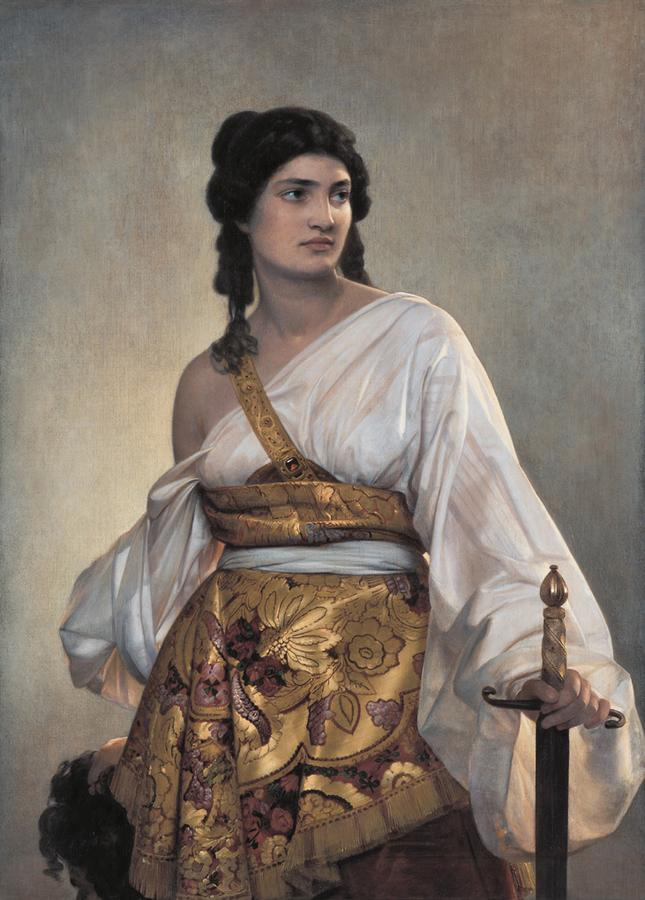
Август Рідель Юдит
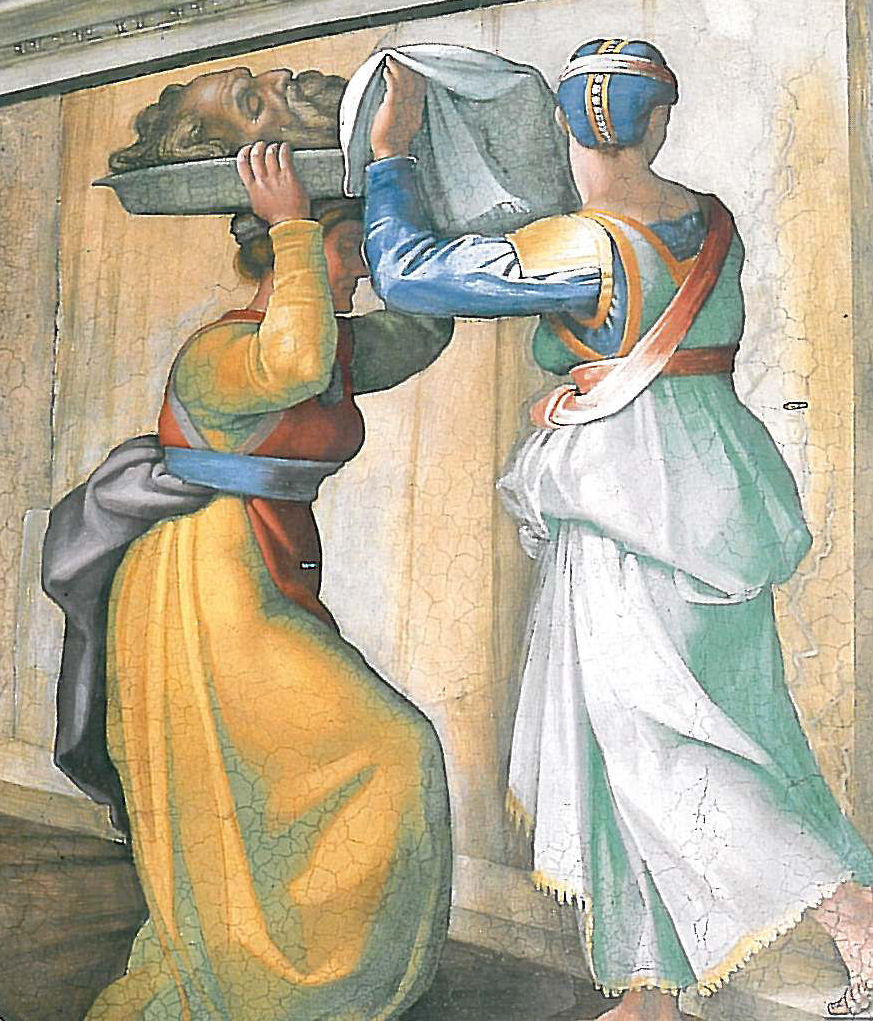
Мікеланджело, Сикстинська капела Юдит несе голову Олоферна
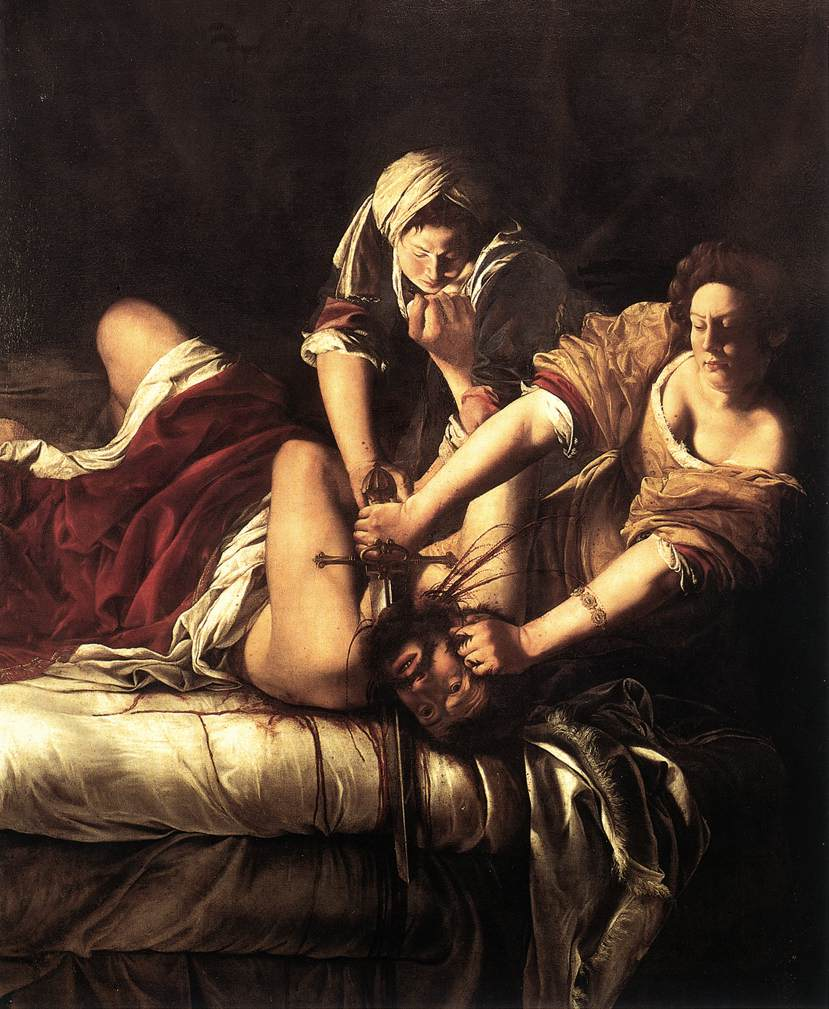
Артемізія Джентілескі Юдит стинає голову Олоферну
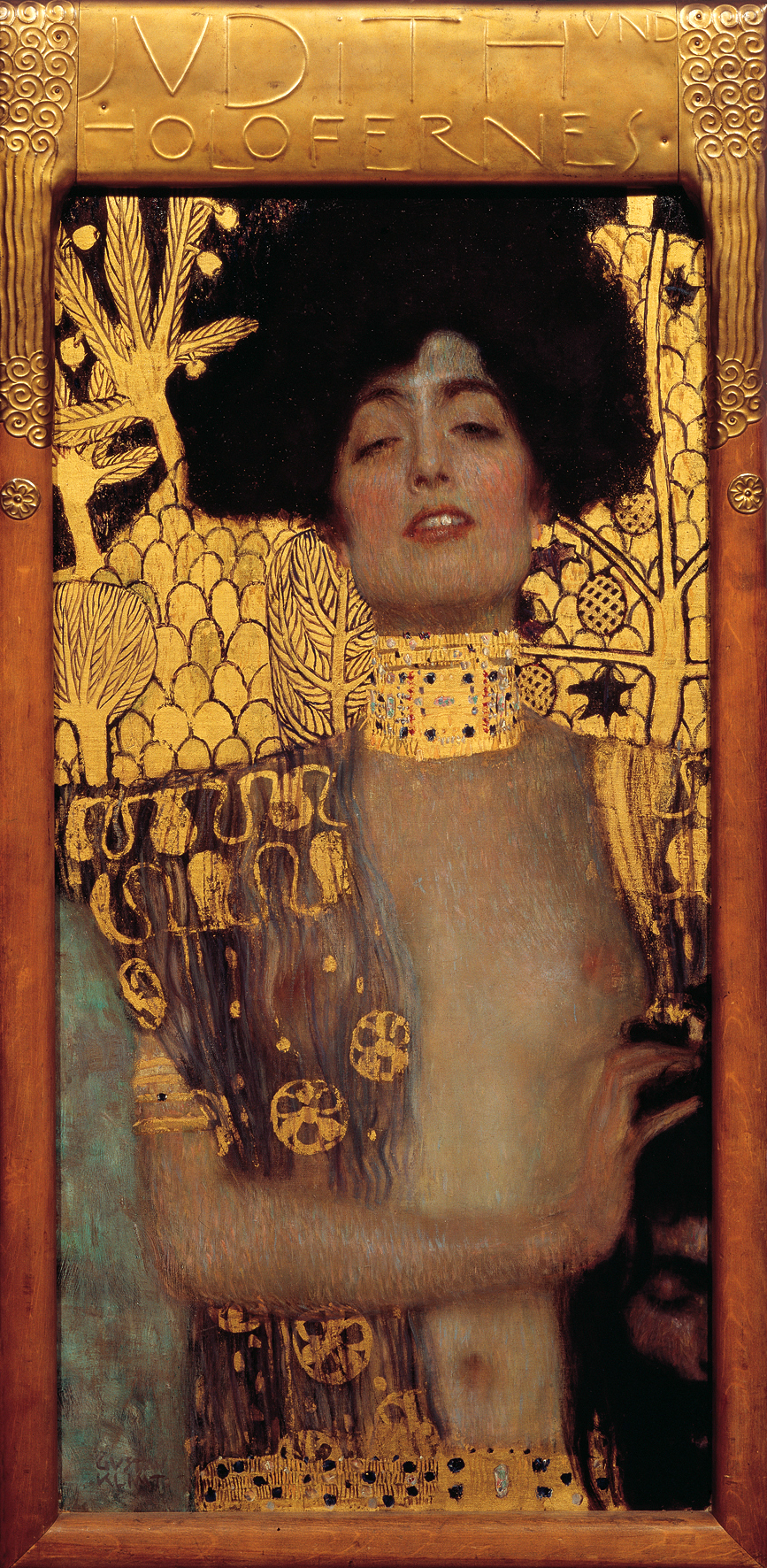
Густав Клімт Юдит
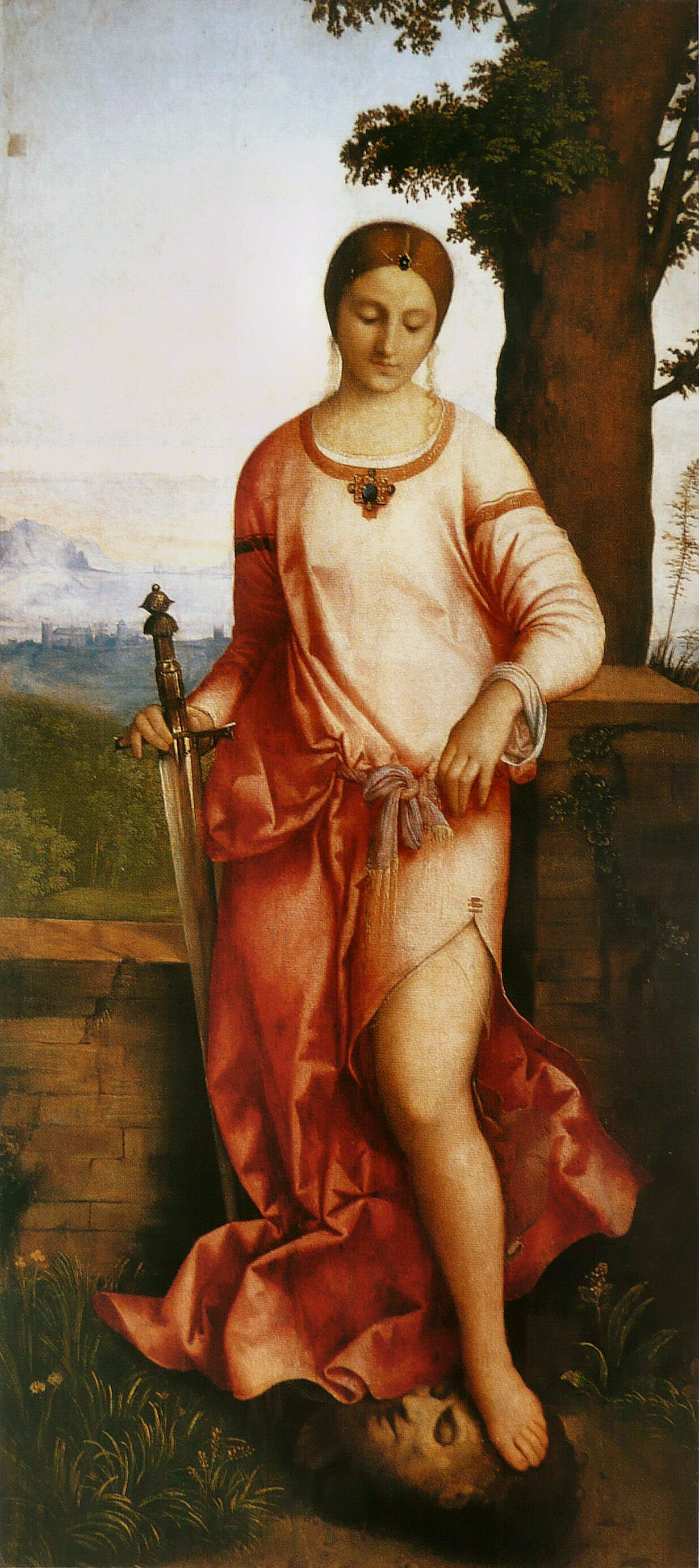
Юдита з головою Олоферна (Джорджоне)
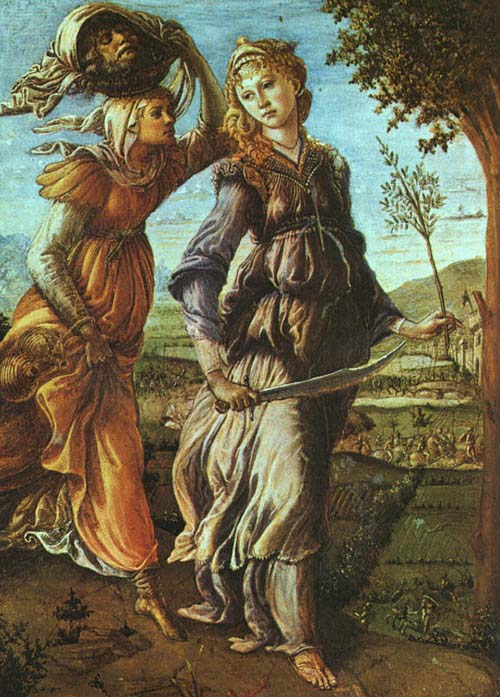
Боттічеллі. Повернення Юдити з головою Олоферна.
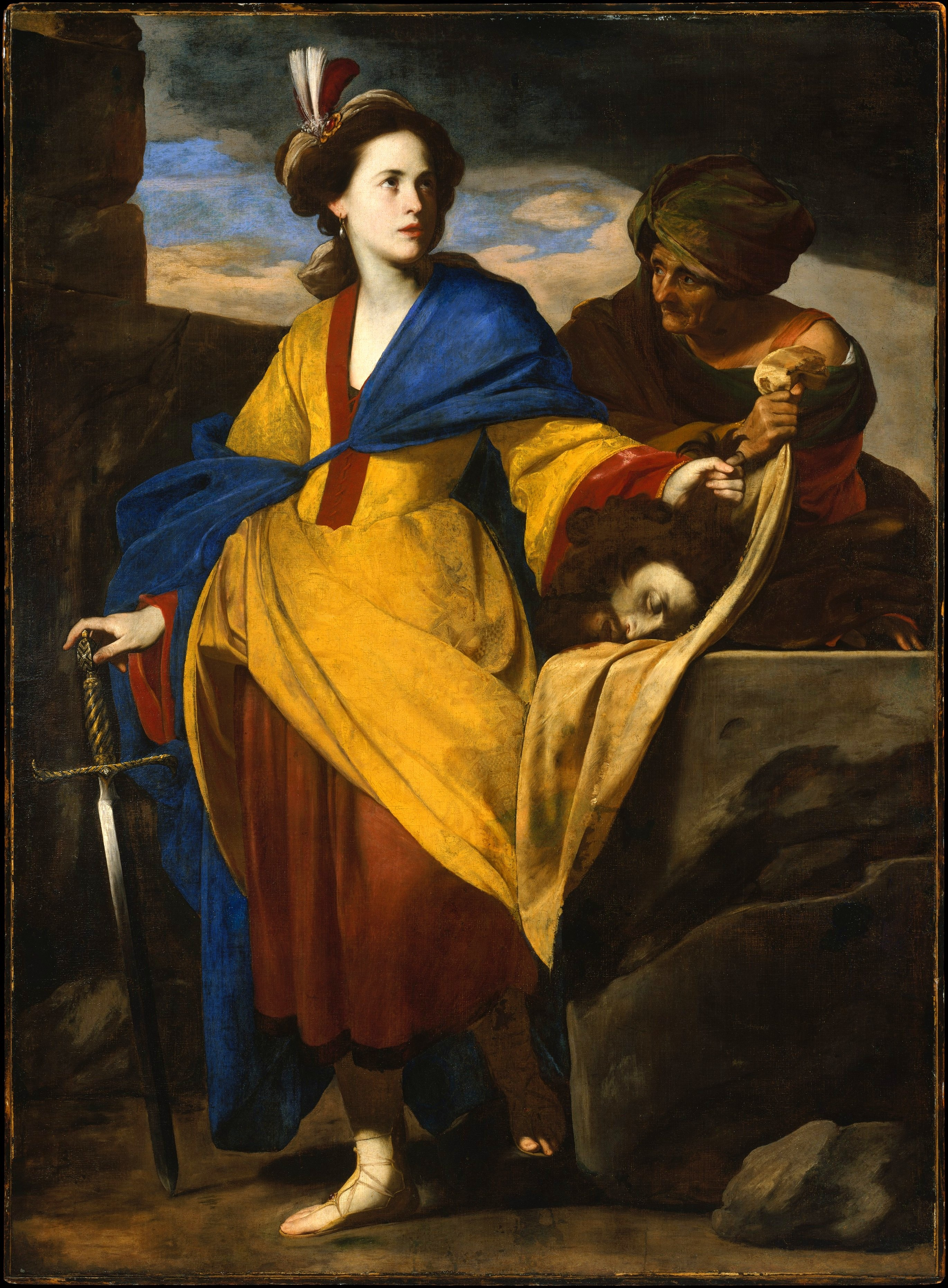
Юдита з головою Олоферна. Массімо Станціоне.